# Juninho (football, 1984)
Pour les articles homonymes, voir Juninho (homonymie).
Wilson Aparecido Xavier Junior, dit Juninho est un footballeur brésilien né le 15 mars 1984 à Arapongas au Brésil. Il joue milieu de terrain.

## Biographie
Né à Arapongas, dans l'état du Paraná, Juninho commence sa carrière dans les équipes jeunes du Londrina Esporte Clube. Il va ensuite être prêté au Chievo Vérone où il s'entraîne avec l'équipe réserve.

### Domžale
En septembre 2004, il est prêté à Domžale, en Slovénie avec son coéquipier Jhonnes Marques de Souza. Il y reste 4 ans et demi.

### Figueirense
Le 23 décembre 2008, Wilson est prêté à Figueirense pour 1 an. Il y joue seulement des matchs du championnat de l’État (le Championnat de Santa Catarina de football) mais aucun de la Série B.

### Retour à Domžale
Le 31 août 2009 il retourne en Slovénie pour 6 mois, avant d'y être transféré définitivement. Il est considéré comme l'un des meilleurs joueurs du championnat grâce à sa technique et à ses buts impressionnants. 

## Palmarès
NK Domžale
- Champion de Slovénie en 2007 et 2008.
- Vainqueur de la Coupe de Slovénie en 2011.
- Vainqueur de la Supercoupe de Slovénie en 2007 et 2011.

## Liens
- Ressources relatives au sport :   - BDFA
  - FBref
  - FootballDatabase
  - Leballonrond
  - Leballonrond (entraîneurs)
  - Mondefootball
  - Soccerway
  - Transfermarkt